# Kanton Lomme
Lomme (Nederlands: Olm) is een voormalig kanton van het Franse Noorderdepartement. Het kanton maakte deel uit van het arrondissement Rijsel. 
De hoofdplaats Lomme is formeel gezien al sinds 2000 geen volledig zelfstandige gemeente maar is een deelgemeente (commune associée) van de gemeente Rijsel, net als Hellemmes. Hellemmes was ingedeeld bij het kanton Rijsel-Oost terwijl Lomme tot maart 2015 bij het kanton Lomme is gebleven.
Op 22 maart 2015 is het kanton Lomme opgegaan in twee nieuw gevormde kantons: kanton Annœullin en kanton Rijsel-6.

## Gemeenten
Het kanton Lomme omvatte de volgende gemeenten:
- Beaucamps-Ligny
- Englos
- Ennetières-en-Weppes
- Erquinghem-le-Sec
- Escobecques
- Hallennes-lez-Haubourdin
- Lomme (hoofdplaats)
- Le Maisnil
- Radinghem-en-Weppes
- Sequedin